# Go Yo-han
Go Yo-han (kor.  고요한, ur. 10 marca 1988 w Masan) – południowokoreański piłkarz grający na pozycji pomocnika w FC Seoul.
Od początku kariery jest związany z FC Seoul. Występuje w pierwszej drużynie od 2007 roku. Wraz z tym zespołem trzykrotnie został mistrzem kraju, raz wicemistrzem oraz dwukrotnie plasował się na 3. miejscu. Raz także wygrali puchar kraju. W Azjatyckiej Lidze Mistrzów w 2013 roku doszli do finału, gdzie przegrali z Guangzhou Evergrande.
W reprezentacji Korei Południowej zadebiutował 14 października 2009 roku w wygranym 2:0 meczu z reprezentacją Senegalu. Go wszedł na boisko w 82. minucie. Został powołany do składu na Mistrzostwa Świata 2018 - zagrał na nich w jednym spotkaniu.